# Кевін Джеймс
Кевін Джеймс (англ. Kevin James, при народженні Кевін Джордж Кніпфінг, англ. Kevin George Knipfing; нар. 26 квітня 1965) — американський актор, комік, сценарист, продюсер. Відомий роллю в ситкомі CBS «Король Квінза» (англ. The King of Queens). Джеймс є також відомим за своїми провідними ролями в комедіях «Роги і копита», «Метод Хітча», «Чак і Ларрі: Запальні молодята», «Герой супермаркету» («Шопо-Коп»), «Однокласники», «Товстун на рингу», «Зоонаглядач», «Пікселі». Він був ведучим премії Nickelodeon Kids' Choice Awards 27 березня 2010.

## Фільмографія
| Рік       |    | Українська назва                    | Оригінальна назва                         | Роль                       |
| --------- | -- | ----------------------------------- | ----------------------------------------- | -------------------------- |
| 1995      | ф  | —                                   | Nowhere Fast                              | Даг                        |
| 1996—1999 | с  | Усі люблять Реймонда                | Everybody Loves Raymond                   | Кевін / Даг Хеффернан      |
| 1998      | с  | Косбі                               | Cosby                                     | Даг Хеффернан              |
| 1998—2007 | с  | Король Квінса                       | The King of Queens                        | Даг Хеффернан              |
| 1999      | с  | Китайський городовий                | Martial Law                               | Даллас Хемптон             |
| 1999      | с  | Фірмовий рецепт                     | Becker                                    | Даг Хеффернан              |
| 2001      | с  | Арлісс                              | Arli $$                                   | Кевін                      |
| 2002      | ф  | Піноккіо                            | Pinocchio                                 | велетень                   |
| 2004      | ф  | 50 перших поцілунків                | 50 First Dates                            | фабричний робітник         |
| 2005      | ф  | Метод Хітча                         | Hitch                                     | Альберт Бреннеман          |
| 2006      | мф | Будинок-монстр                      | Monster House                             | офіцер Лендерс             |
| 2006      | ф  | Смажені                             | Grilled                                   | Дейв                       |
| 2006      | мф | Роги і копита                       | Barnyard                                  | бик Отіс                   |
| 2006      | вг | Barnyard                            | Barnyard                                  | бик Отіс                   |
| 2007      | ф  | Чак і Ларрі: Запальні молодята      | I Now Pronounce You Chuck and Larry       | Ларрі Валентайн            |
| 2007      | ф  | Різдво Елма - зворотний відлік      | Elmo's Christmas Countdown                | Санта-Клаус                |
| 2008      | ф  | Не займайте Зохана                  | You Do not Mess with the Zohan            | суддя                      |
| 2009      | ф  | Шопо-коп                            | Paul Blart: Mall Cop                      | Пол Бларт                  |
| 2010      | ф  | Однокласники                        | Grown Ups                                 | Ерік Ламонсофф             |
| 2011      | ф  | Дилема                              | The Dilemma                               | Нік Брено                  |
| 2011      | ф  | Мій хлопець із зоопарку             | Zookeeper                                 | Гріффін Кіз                |
| 2012      | мф | Монстри на канікулах                | Hotel Transylvania                        | Франкенштейн               |
| 2012      | ф  | Товстун на рингу                    | Here Comes the Boom                       | Скотт Восс                 |
| 2013      | ф  | Однокласники 2                      | Grown Ups 2                               | Ерік Ламонсофф             |
| 2015      | ф  | Товстун проти всіх                  | Paul Blart: Mall Cop 2                    | Пол Бларт                  |
| 2015      | с  | Лів і Медді                         | Liv and Maddie                            | містер Клодфелтер          |
| 2015      | ф  | Пікселі                             | Pixels                                    | президент США Вільям Купер |
| 2015      | ф  | Малюк                               | Little Boy                                | доктор Фокс                |
| 2015      | мф | Монстри на канікулах 2              | Hotel Transylvania 2                      | Франкенштейн               |
| 2016      | ф  | Реальні спогади міжнародного вбивці | True Memoirs of an International Assassin | Сем Ларсон / Мейсон Карвер |
| 2016—2017 | с  | Кевін почекає                       | Kevin Can Wait                            | Кевін Гейбл                |
| 2017      | ф  | Сенді Уекслер                       | Sandy Wexler                              | Тед Рафферті               |
| 2018      | мф | Монстри на канікулах 3              | Hotel Transylvania 3                      | Франкенштейн               |
| 2020      | ф  | Беккі                               | Becky                                     | Домінік                    |
| 2020      | ф  | Хеллоуїн Хьюбі                      | Hubie Halloween                           | офіцер Стів Даунінг        |
| 2022      | мф | Монстри на канікулах 4              | Hotel Transylvania 4                      | Франкенштейн               |
| 2022      | ф  | Рідна команда                       | Home Team                                 | Шон Пейтон                 |